# Pilot (American Dad!)
O episódio piloto da série de desenho animado norte-americana American Dad!, é o primeiro episódio da série. Estreou originalmente em 6 de fevereiro de 2005, domingo, trinta minutos após o Super Bowl XXXIX. O episódio foi dirigido por Ron Hughart e escrito por Seth MacFarlane, Mike Barker, e Matt Weitzman. Entre as estrelas convidadas estão Carmen Electra, Chris Cox, Natasha Melnick e Jeff Fischer.
De acordo com o Nielsen Ratings, sistema de mediação de audiência, foi assistido por 15,10 milhões de telespectadores durante a sua transmissão original, e recebeu 7.5 pontos de audiência no perfil demográfico de telespectadores entre os 18 aos 49 anos de idade.

## Enredo
Steve Smith tenta paquerar Lisa Silver, a garota mais bonita da classe, mas acaba levando um fora dela. Ele tenta usar um cachorro quase morto para atrair garotas, sem êxito. Mais tarde, seu pai, Stam Smith, um agente da CIA, dispara no mesmo cão. Enquanto isso, sua mãe, Francine, coloca Roger, um alienígena fugitivo da Área 51, em uma dieta, mas ele consegue sair dela depois da Hayley (irmã de Steve) lhe dar uma comida do lixo.
Enquanto isso, Stan descobre que Steve está com dificuldades de conquistar a menina, e começa uma campanha para Steve para ser presidente da classe. Ele usa um escândalo contra um concorrente, e acaba vencendo. Agora como presidente da classe, Steve recebe a atenção de Lisa. Mas quando ele descobre que a atenção era devido a ele ser o presidente de classe, ele se tranca na escola e proibe beijos, fazendo com que Stan salve o dia.

## Produção

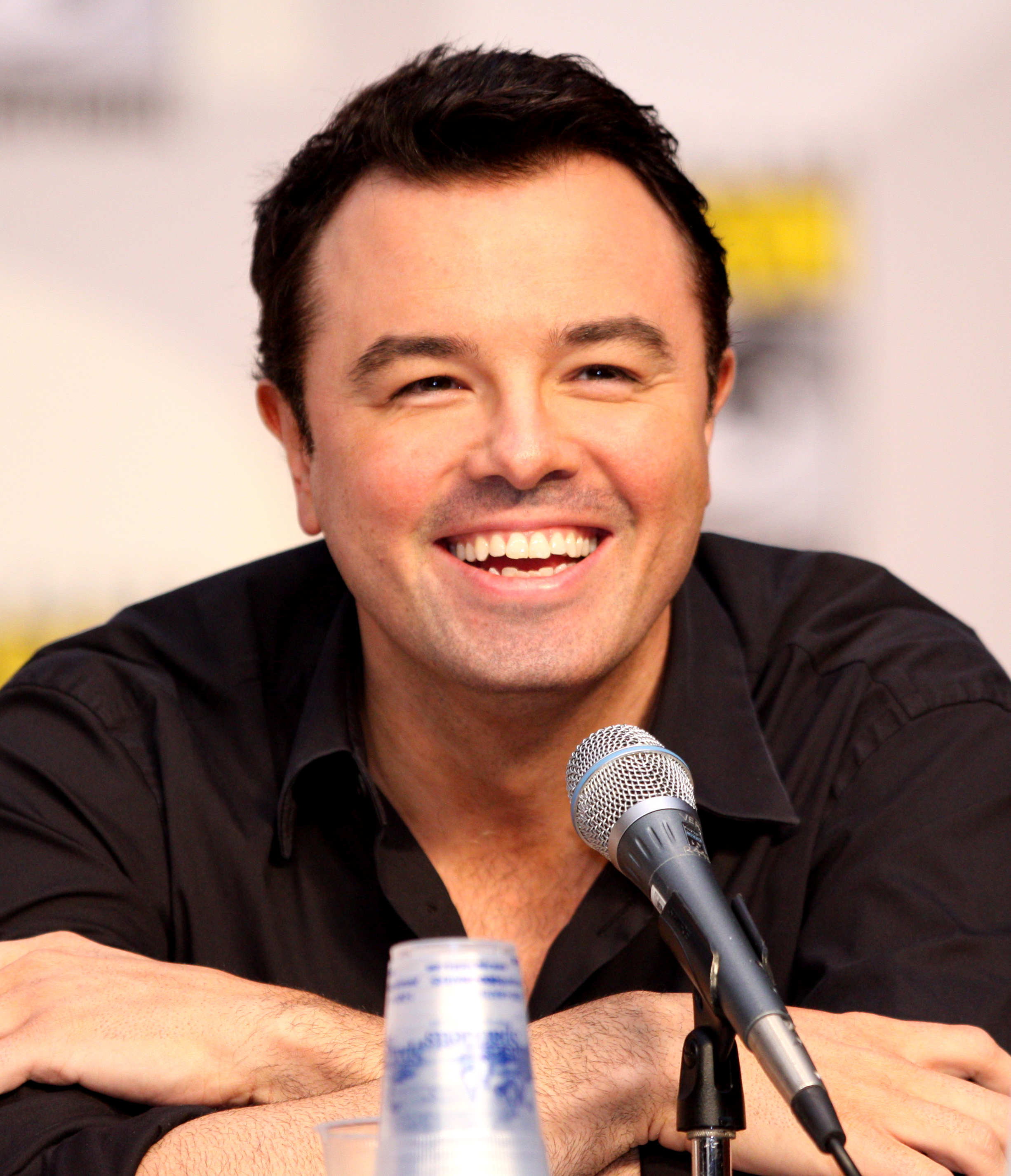
Seth MacFarlane foi um dos escritores do episódio.

O episódio foi escrito pelos criadores da série, Seth MacFarlane, Mike Barker, Matt Weitzman e foi dirigido por Ron Hyuart. Entre as estrelas incluem Carmen Electra como Lisa Silver, Kevin Michael Richardson como o Diretor Lewis, Natasha Melnick como Hilary e Chris Cox, desempenhando um papel menor, como George Walker Bush. Walter Murphy serviu como compositor da série. Murphy também é compositor de Family Guy. Depois do cancelamento de Family Guy, em outubro de 2003, Seth MacFarlane e seus funcionários decidiram criar uma nova série de animação. Originalmete, os roteiristas queriam fazer o personagem Klaus francês, e não alemão. A cena original em que Stan diz que as eleições presidenciais em 2000 foram fraudulentas, e que Bush teve, então, apenas 7 votos foi cortada, mas depois exibida novamente.
A série foi exibida pela primeira vez em 6 de fevereiro de 2005, nos Estado Unidos, através da Fox Broadcasting Company. Em 26 de abril de 2006 saiu a primeira parte da primeira temporada da série em DVD, em três discos. Seth MacFarlane, Mike Barker, Matt Weitzmen e Ron Hyuart fizeram o comentário de DVD do episódio.

## Recepção
Steve Vaytsious, do 411mania disse: "Eu sei que muitas pessoas odeiam o piloto da série American Dad e eu não ri muito, mas eu não vejo como um ponto negativo". Jeffrey Miller, da DVDVerdict disse, "no presente, bem como os primeiros episódios da temporada, vejo um monte de histórias da família Griffin, desconfortável e vazia, só que sem a sua energia insana sustentável".
O site MyTopZen colocou o episódio na lista de melhores da série.

### Audiência
Exibido trinta minutos após o Super Bowl XXXIX, o episódio foi assistido por 15.10 milhões de espectadores, recebendo 7.5 pontos no Nielsen Ratings.